# Jacques Hamelin
Pour les articles homonymes, voir Hamelin.
Jacques Hamelin ou Amelin (mort à Sens le 1er mai 1539) est un ecclésiastique, évêque de Tulle (1536-1539), et secrétaire du roi François Ier. Il était également détenteur de la seigneurie familiale de Bourgchemin.

## Biographie

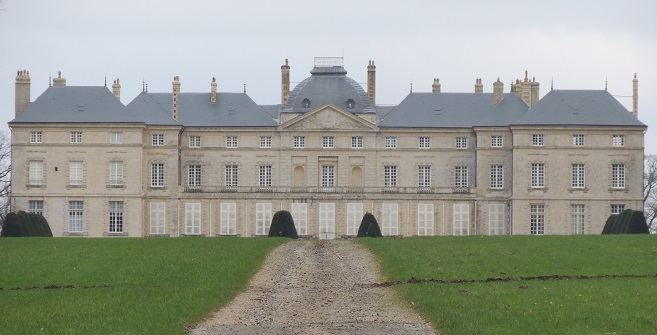
Château de Sourches du marquis de Sourche, parrains du sieur Hamelin

Jacques Hamelin ou Amelin, chanoine du chapitre du Mans, est le premier lecteur, secrétaire, aumônier et confesseur du roi François Ier de la Maison de Valois. Ses fonctions consistaient à diriger les aumôniers du roi et de remplacer le Grand aumônier de France lorsqu'il était absent. Il était également détenteur de l'office de notaire et secrétaire du roi. En 1523, il fut nommé premier aumônier.
Il est pourvu de nombreux bénéfices ecclésiastiques. En 1530, le roi le nomme chanoine de la cathédrale du Mans, chanoine de la Sainte-Chapelle de Paris, et commendataire de l'abbaye Saint-Georges de Boscherville.
En 1536, le roi le nomme évêque de Tulle. Il prend possession de son siège le 1er mai et fait son entrée dans sa cité épiscopale le 9 mai suivant. Il meurt à Sens le 1er mai 1539 et il est inhumé dans la chapelle du couvent des Frères mineurs de la ville.
Il est remplacé en tant qu'évêque après sa mort par Pierre Duchâtel, qui deviendra maître de la Librairie du roi au château de Blois et au château de Fontainebleau.
Jacques Hamelin était également détenteur de la seigneurie de Bourgchemin, que ses ancêtres détenait depuis plus d’un siècle et demi, et portait le blason de noblesse familiale d’argent à deux barres de gueules.,,.
La seigneurie, dépendante de la baronnie de Saosnois, passera à Jean-Baptiste de Bourgchemin, son neveu.

## Famille

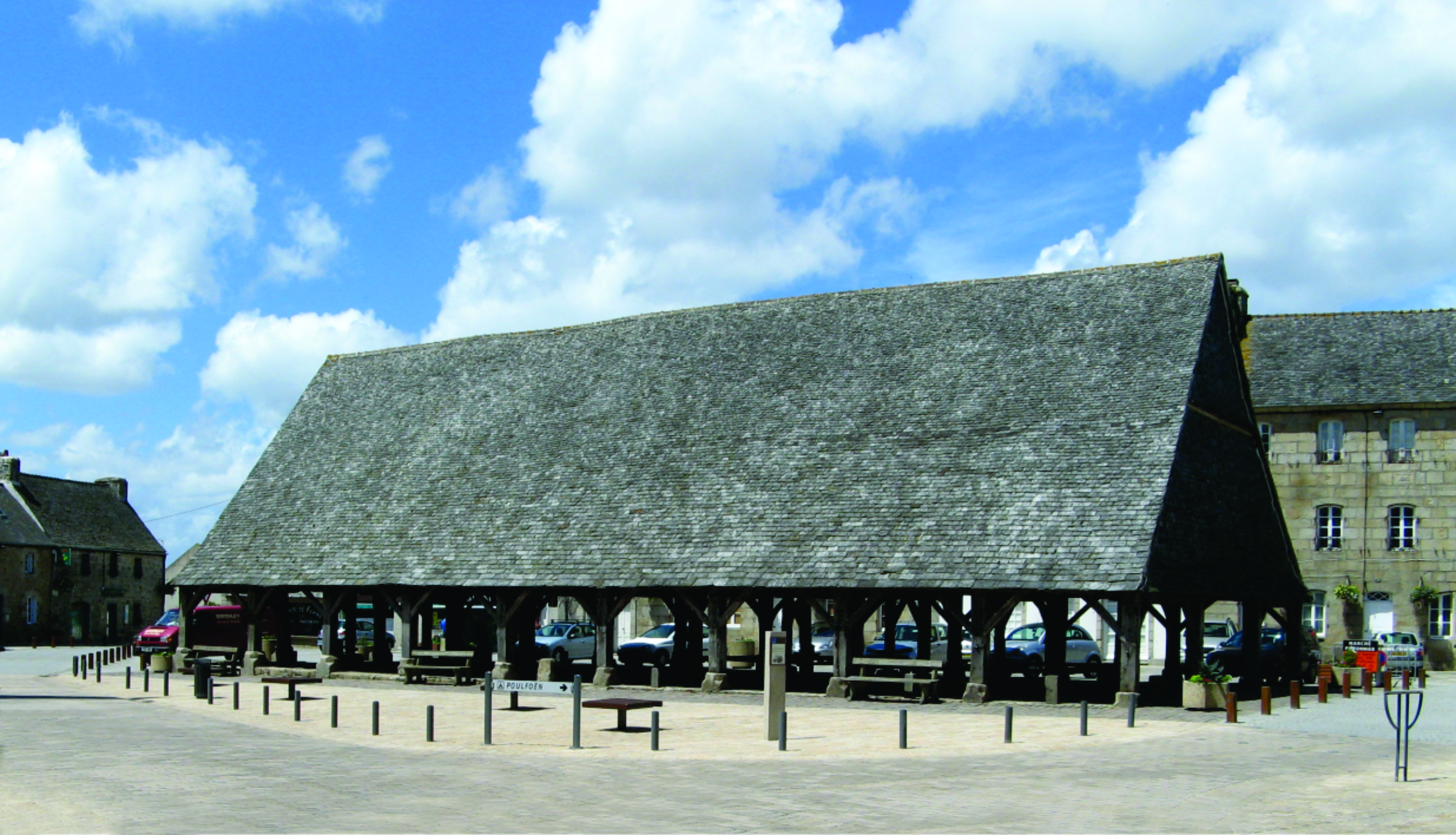
Halles de René, construites en 1535 grâce à Jacques Hamelin et la comtesse Françoise d'Alençon

Un membre de sa famille, le seigneur Jacques-Francois Hamelin de Bourgchemin et de l'Hermitière, né le 6 janvier 1664, ira en Nouvelle-France où il sera officier,.
Il était le fils de François de Bourgchemin, noble et seigneur de Louzes, et de Madeleine Guitton, et deviendra lieutenant de marine, commandant à Contrecœur, où il dirigera la défense contre les Iroquois, et commandant du fort Saint-François. 
Sa marraine était la dame Marie-Geneviève de la Maison de Seyssel La Chambre, épouse du marquis de Sourche, qui était le grand-père du Marquis Louis II du Bouchet, qui fit construire le château de Sourches.
Hamelin sera reconnu noble par le Conseil souverain de la Nouvelle-France de Louis XIV, et fera partie de la noblesse canadienne-française,,. Le comte Louis de Buade de Frontenac lui octroya également une seigneurie sur la rivière Yamaska.
Il épousa Élisabeth Dizy, fille de Pierre Dizy, sieur de Montplaisir et bras droit du sieur Étienne Pézard de La Tousche, et de Magdeleine Drouillet. Ils eurent trois enfants : Anne-Marie, François, et Marguerite.
Après la mort de la mère, sa fille Anne-Marie de Bourchemin vendit les trois-quarts de la seigneurie familiale à Philippe de Rigaud, marquis de Vaudreuil et gouverneur général de la Nouvelle-France.